# Janos Bartl
János Bartl (* 13. April 1878 in Nagybecskerek; † 27. September 1958 in Hamburg) war ein deutscher Zauberkünstler, Hersteller von Zauberrequisiten und Zauberhändler in Hamburg.

## Leben
János Bartl wurde als „illegitimes Kind“ des Schuhmachers Johannes Bartl und der Emilia Kosztits geboren. Er wuchs im damaligen Ungarn (heutiges Serbien) auf und erlernte nach der Schulzeit das Buchbinderhandwerk.
Bartl begann als umherreisender Berufs-Zauberkünstler unter dem Bühnennamen „Aradi“. 1910 zog er nach Hamburg und eröffnete dort 1911 zusammen mit seiner Frau Rosa Bartl ein Zaubergeschäft „Bartl’s Akademie für moderne magische Kunst“.
Von 1919 bis 1924 ging er eine Partnerschaft mit Carl Willmann ein und produzierte Zaubertricks und Requisiten in der „Vereinigten Zauberapparate Fabrik Bartl & Willmann“. Dann kaufte er Willmanns Anteil und führte den Betrieb bis 1935 alleine weiter als „Carl Willmann–Janos Bartl Nachfolger“. Die Firma erlangte schon bald danach Weltruhm.